# Guerre civile du Suriname
La guerre civile du Suriname est un conflit qui dura de 1986 à 1992 au Suriname. Il a opposé  le gouvernement du Suriname mené par Dési Bouterse aux jungle commandos bushinengués menés par Ronnie Brunswijk. Le conflit a touché principalement l'est du Suriname, avec notamment le massacre de Moïwana. Il s'est conclu en 1898 avec l'accord de paix de Kourou. Cette guerre aurait fait 250 morts et déplacé 25000 réfugiés.

## Déroulement
Desi Bouterse prend le pouvoir en 1980 à la suite d'un coup d'État. En quelques années, le pays s'enfonce dans la pauvreté et la corruption, alors que les Pays-Bas suspendent leur aide au développement en raison des exactions. En 1986, une guérilla est mise en place, menée par Ronnie Brunswijk, un garde du corps de Bouterse formé à Cuba. La guerre touche principalement l'est du Suriname et a pour enjeu majeur le contrôle du trafic de cocaïne. 

## Massacre de Moïwana et réfugiés

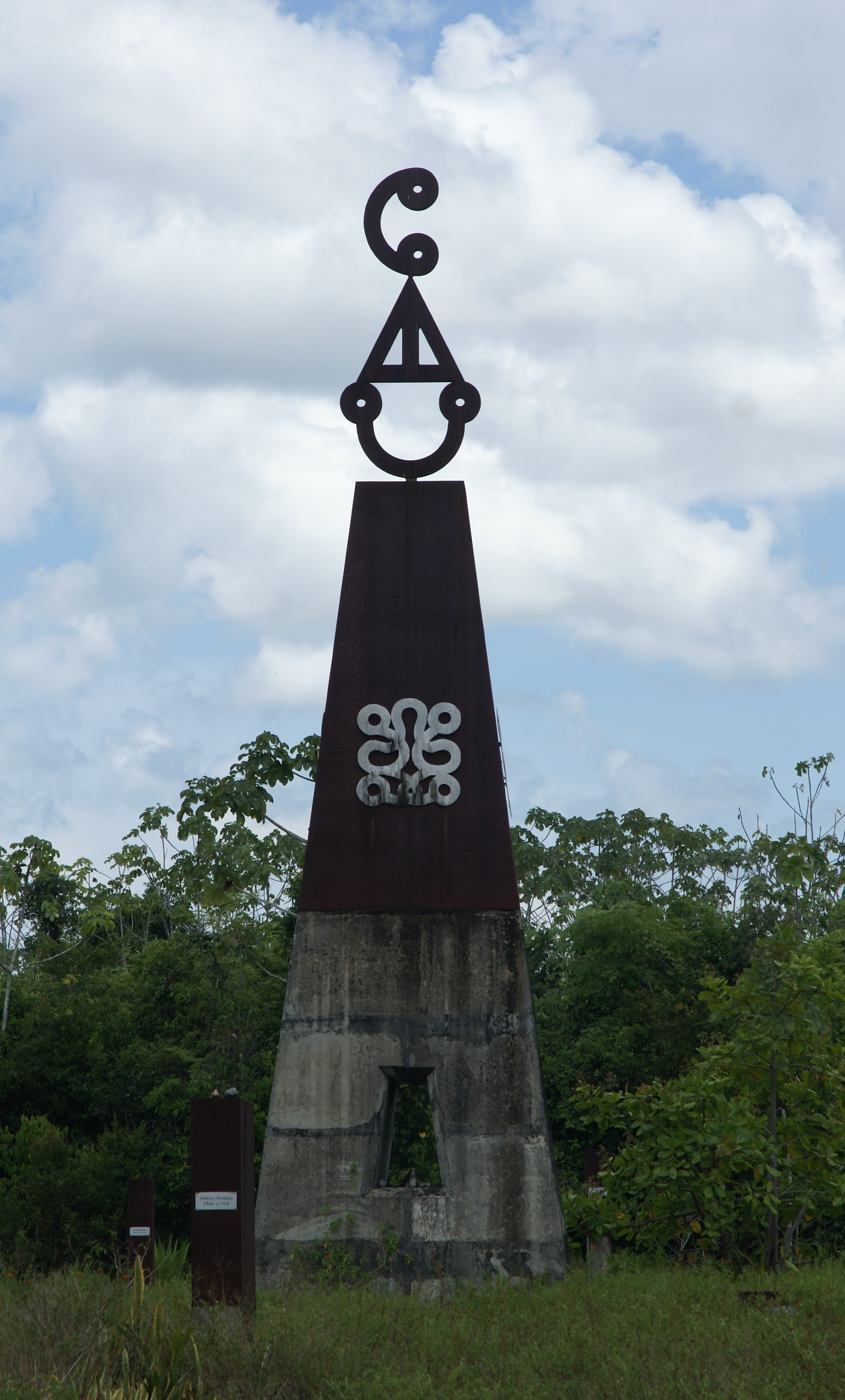
Le monument en mémoire des victimes du massacre de Moïwana.

Le 29 novembre 1986, à Moïwana (en) (ancien village de Bushinenges), 39 personnes sont tuées par l'armée gouvernementale, dont des femmes enceintes, des enfants en bas âge et des vieillards,. Si la raison officielle de l'intervention était la présence supposée de Brunswijk au sein du village, cette explication est peu vraisemblable, Moïwana se tenant alors loin des combats. Les habitants étant des Bushinengés comme le chef rebelle, il pourrait s'agir de représailles ethniques.
Après la fin de la guerre, une enquête a été ouverte concernant le massacre de Moïwana, mais s'est arrêtée avec le meurtre en pleine rue du policier chargé de l'enquête. La cour interaméricaine des droits de l'homme a demandé en 2004 que l'enquête se poursuive, mais n'a obtenu que des excuses officielles du président Venetiaan, ainsi que des compensations financières.
À la suite du massacre de Moïwana, les survivants et des milliers d'autres civils ont fui vers la Guyane française voisine, dans les environs de Saint-Laurent-du-Maroni. Ceux-ci, appelés Personnes Provisoirement Déplacées du Suriname (PPDS), ont été placés dans quatre camps de réfugiés, sous l'égide des Nations unies : 
- Camp A à côté de l'aérodrome de Saint-Laurent-du-Maroni (A pour aviation, également appelé Vliegveld — signifiant « aérodrome » en néerlandais — par les réfugiés… ) fut le camp de transit des femmes réfugiées attendant un enfant et sur le point d'accoucher, ainsi que toutes autres personnes nécessitant une surveillance médicale resserrée.
- Camp PK9 le long de la route D9 allant vers Mana
- Camp de Charvein au début de la route D10 reliant la D9 à Javouhey
- Camp de l'Acarouany à proximité de Javouhey.

Ces camps sous tutelle du UNHCR étaient administrés par des gendarmes français avec l'aide de militaires de divers régiments 41e RI , 1 et 9 RCP, Bataillon de Chasseurs Alpins et autres. Nourriture, soins, électricité et eau étaient fournis par les militaires. La langue employée était le taki-taki, mélange de créole et d'anglais.
Cette situation sociale, médicale et politique aura duré six ans, plongeant Saint-Laurent-du-Maroni et ses environs dans une situation difficile, notamment pour l'hôpital André-Bouron, qui mit des années à se relever sur le plan financier.

## Paix
À l'été 1989, des pourparlers de paix sont engagés. En mars 1991, la paix entre Bouterse et Brunswijk est signée à Kourou, celle entre leurs milices respectives est signée en mai 1992, puis ratifiée le par le président Ronald Venetiaan le 8 août 1992.

## Bilan
Il n'existe aucune donnée officielle sur le nombre de victimes. On estime cependant que la guerre a fait 350 morts et 25 000 déplacés. La situation économique des marrons du Suriname ne s'est pas améliorée depuis la fin de la guerre civile.

## Sources
1. 1 2 3 4 5  (nl) « BINNENLANDSE OORLOG IN SURINAME », sur isgeschiedenis.nl (consulté le 24 janvier 2020).
2. ↑  (en) « Surname’s govt to apologise for 1986 massacre » [archive du 11 mars 2007], sur RadioJamaica.com, 14 juillet 2006.
3. 1 2  (nl) Harmen Boerboom, « Moiwana: het vergeten bloedbad in het Surinaamse binnenland », sur nos.nl, 29 novembre 2016 (consulté le 24 janvier 2020).
4. ↑  (nl) « Suriname. Binnenlandse oorlog, 1986-1992 », sur humanityhouse.org, 23 janvier 2017 (consulté le 24 janvier 2020).

- Cet article est partiellement ou en totalité issu de l'article intitulé « Ronnie Brunswijk » (voir la liste des auteurs).